# Wahrheits- und Versöhnungskommission (Elfenbeinküste)
Die Wahrheits- und Versöhnungskommission der Elfenbeinküste ist eine nach dem Vorbild der südafrikanischen Wahrheits- und Versöhnungskommission gebildete Organisation. Sie soll die Vorgänge während der Regierungskrise 2010/2011 untersuchen, bei der etwa 3000 Menschen getötet wurden und über 500.000 flüchteten.
Die Kommission besteht aus elf Personen und wird von dem ehemaligen Premierminister Konan Banny geleitet. Auch der Fußballspieler Didier Drogba ist Mitglied der Kommission.

## Geschichte
Die Kommission wurde am 28. September 2011 vereidigt. Zur Eröffnungszeremonie kamen etwa 2000 Gäste.